# 火山学

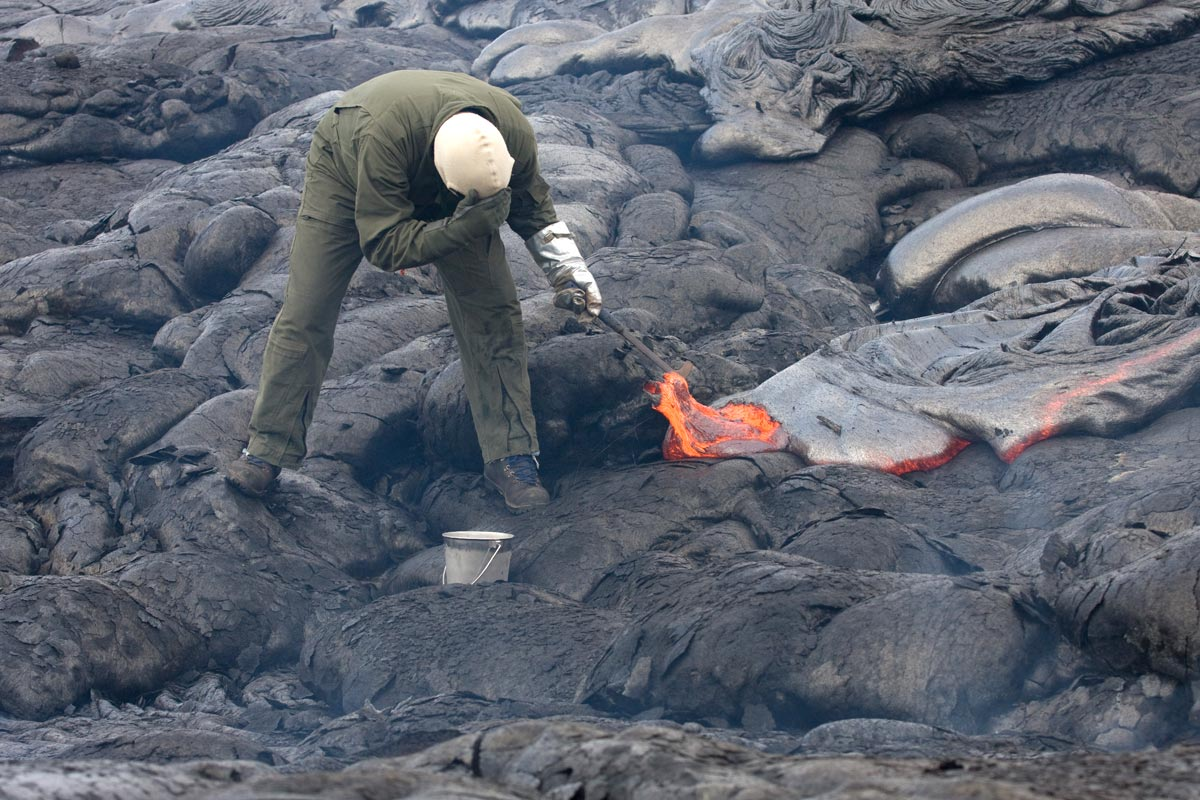
溶岩を採取する研究者

火山学（かざんがく、英語: volcanology）は、火山および火山活動を研究対象とする学問である。『火山学は火山をよりよく知るための学問』とする考え方がある。

## 概要
火山とそれに伴う地質学的現象を対象とする学問分野であり、様々な研究手法が用いられる。層序学、岩石学、地形学、年代学などの地質学的手法、地震学、地磁気学などの地球物理学的手法、火山ガスなどの地球化学的手法などが代表的であるが、水文学や歴史文献学的な手法も駆使され、用いられる学問分野は非常に広い。
火山学に期待されているテーマのひとつに、噴火の予知がある。噴火を予測することは多くの命を救うことにつながる。現在、予知のための正確な方法はないが、火山性地震や微動、地盤の傾斜、空振、噴気、火映、小規模噴火などの発生状況や、最先端技術であるミュオグラフィを使ってマグマの位置を調べ、その可能性を探っている。

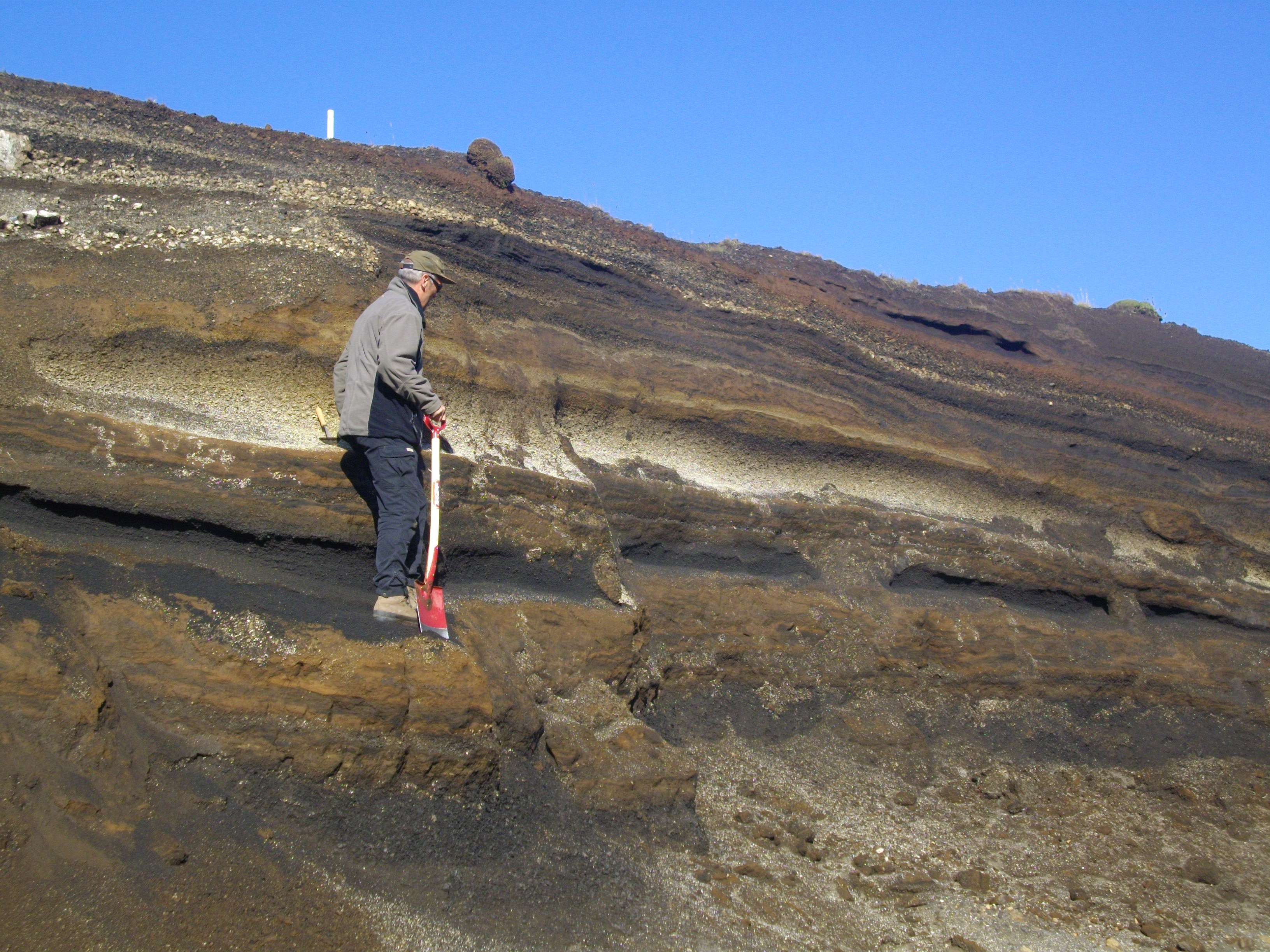
アイスランドで地層を調べる研究者

研究者が大規模噴火の直前予測をすることができた場合もある。たとえば、有珠山や三宅島など周期的な噴火の記録がある火山では、こうした予測を行いやすい。しかし、2015年の桜島では大正大噴火以来の大規模噴火を予測し、島民が避難するまでに至ったが噴火は起こらなかった。
地震ならば「プレート境界型の地震」というように、一括りに論じることもある程度可能だが、対する火山は、山ごとに特徴が異なるため、まずは火山現象の観測に努め、それをもとに研究を進めることが多い。火山観測所に観測員を常駐させるなどして、経験的・統計的に火山活動が論じられることが多い一方で、噴火活動を論ずるのに、1950年代に提唱された「茂木モデル」(茂木清夫) が現在でも主として用いられるなど、理論的には未成熟な部分が多い。

## 歴史
- 79年：イタリアヴェスヴィオ火山の噴火が発生し、ポンペイ市街を埋める。この噴火の様子をガイウス・プリニウス・セクンドゥスとガイウス・プリニウス・カエキリウス・セクンドゥスが調査し、記録に残している。
- 1919年：国際火山学会（International Association of Volcanology、略称：IAV）が発足。のちに国際測地学・地球物理学連合の分科会である国際火山学及び地球内部化学協会となる。
- 1932年：日本火山学会が発足。
- 1943年：三松正夫による昭和新山誕生の記録、いわゆるミマツダイヤグラムが描かれる。これは世界で唯一の火山の誕生記録となっている。
- 1979年：木星の第1衛星イオで活火山が発見される。
- 1980年：アメリカセント・ヘレンズ山の噴火が発生した。大規模な山体崩壊が発生し、火山学者のデイヴィッド・ジョンストンを含む57名の命が奪われた。

## 火山学者
火山学者（かざんがくしゃ、英: volcanologist）は、火山の噴火を調査するため、しばしば活発に活動している火山に足を踏み入れ、テフラ、岩石、溶岩のサンプルを採取する。火山学者は、調査中に突然の噴火が起こることから、最も危険な科学的な職業のうちの一つである。
フランスの火山学者カティアとモーリス・クラフト夫妻は、日本の雲仙普賢岳で調査中に亡くなっている。